# Charles Philibert Gabriel Le Clerc de Juigné
Pour les articles homonymes, voir Le Clerc et Juigné.
Charles Philibert Gabriel Le Clerc (Paris, 30 septembre 1762 - Paris, 14 mars 1819), marquis de Juigné, est un militaire et parlementaire français des XVIIIe et XIXe siècles.

## Biographie
Fils aîné du marquis de Juigné, Charles Philibert Gabriel Le Clerc entra au service comme sous-lieutenant au régiment du Roi-infanterie (futur 105e de ligne), le 10 avril 1777. Il devint capitaine de cavalerie, le 3 juin 1779, major en second du régiment des Cuirassiers du Roi, le 1er mai 1788, et chevalier de l'ordre royal et militaire de Saint-Louis.
Émigré en 1791 avec son frère, il a servi la cause des Bourbons à l'armée des Princes jusqu'à son licenciement en 1802. Rentré en France sous le Consulat avec les autres membres de sa famille, il se tint à l'écart pendant la durée de l'Empire.
Louis XVIII l'a créé pair de France le 17 août 1815. Leclerc de Juigné vota pour la mort dans le procès du maréchal Ney, et soutint de ses votes la monarchie constitutionnelle.
Il est décédé, à Paris, le 14 mars 1819, sans enfants de son mariage (1782) avec Marie Louise Charlotte de Bonnières de Souastre ( † 2 avril 1792), chanoinesse-comtesse de Remiremont, fille d'Adrien Louis de Bonnières, duc de Guînes, lieutenant-général des armées du roi, et de Caroline-Françoise-Philippine de Montmorency-Logny.

## Titres
- 2e Marquis de Juigné (à la mort de son père en 1807) ;
- Pair de France[1] :
  - Ordonnance royale du 17 août 1815 ;
  - Marquis-pair le 31 août 1817.

## Distinctions
- Chevalier de Saint-Louis ;

## Armoiries
Armes du marquis de Juigné, pair de FranceD'argent, à la croix de gueules, bordée d'une engrêlure de sable, et cantonnée de quatre aigles du même, becquées et armées de gueules.,,
- Cimier : un coq essorant[3].
- Devise : « Ad alla[3]. »
- Cri : BATTONS ET ABATTONS [3]!

## Vie familiale
Charles Philibert Gabriel Le Clerc était le fils aîné de Jacques Gabriel Louis Leclerc (° 1727 † 1807), marquis de Juigné, chevalier de Saint-Louis (1757), ministre plénipotentiaire en Russie (1774), lieutenant-général (1780), député aux États généraux de 1789, et de Claude-Charlotte Thiroux de Chammeville (° 12 mai 1743 - paroisse Saint-Jean-en-Grève, Paris † 29 août 1827 - Paris), dame de Brétigny-sur-Orge (quelle apporte en dot lors du mariage), dame du palais surnuméraire de Marie-Antoinette (1785-1789), fille de Philibert Thiroux (1686-1770), seigneur de Chammeville.
Il avait trois frères :
1. Charles Marie Le Clerc (° 10 mai 1764 - Paris † 11 janvier 1826 - Berlencourt-le-Cauroy), comte puis 3e marquis de Juigné (1819), lieutenant des gendarmes écossais, émigré, colonel à l'armée des Princes, pair de France (1823) ;
2. Anne Léon Antoine Le Clerc (1767-1846), comte de Juigné, émigré (1791), officier étranger, colonel de Légion de la Seine (1815), marié avec Anne Marie Adélaïde de Séran, dont une fille ;
3. Jacques Auguste Anne Léon Le Clerc (1774-1850), vicomte de Juigné, colonel de cavalerie (1814), député de la Loire-Inférieure (1821-1827), marié avec Antoinette Louise de Durfort (1753-1837), sans postérité.